# Илион Стамболиев
Илион Петков Стамболиев е български учител, читалищен деятел и благодетел.

## Биография
Роден е на 2 август 1865 г. в Пазарджик. Баща му е Петко Стамболиев. От 1881 г. учи в Мъжката гимназия в Пловдив, която завършва през 1885 г. В периода до 1918 г. е учител, директор и окръжен училищен инспектор – през 1885 – 1886 и 1905 – 1907 г. е учител в Пловдив, от 1886 до 1891 г. е учител в татарпазарджишките класни училища мъжко и женско, от които 3 години е директор, в периода 1891 – 1895 г. е учител и директор на татарпазарджишкото мъжко четвъртокласно училище, от 1899 до 1901 г. е учител въе Враца, в периода 1901 – 1904 и след 1907 г. е учител в различни училища на Татар Пазарджик, от 17 юли 1895 до 21 април 1899 г. е окръжен инспектор на Панагюрското учебно окръжие, а от 21 април 1899 до 21 юни 1899 г. на Берковското учебно окръжие. Има заслуги за изграждане и укрепване на гимназиалното образование в Пазарджик, откриване на VI и VII класове в Девическата гимназия в Пазарджик, преминаване на Мъжката гимназия в града на държавна издръжка. Повече от 18 години е председател на читалище „Виделина" в Пазарджик. Превръща читалището в център на разнообразен културно-просветен живот. За изграждането на нова читалищна сграда дава най-голямата материална помощ, повдига въпроса за изясняване историята на читалище „Виделина", отделя особено внимание на модернизирането на читалищната библиотека, обогатява библиотечния фонд на читалището с ценни книги. По негово предложение, през 1904 г., е определен патронният празник на читалище „Виделина" – на Свети Дух. По негова инициатива е свикан Учредителен конгрес на българските читалища и през 1911 г. е основан читалищен съюз. Член е на първия Управителен комитет на Читалищния съюз. Дългогодишен председател е на Съюза на класните учители, спортното дружество „Еледжишки юнак“, дружество „Червен кръст“ и др. През 1902 и 1911 г. при посещение на цар Фердинанд в Пазарджик, два пъти му се противопоставя на искането да превърне Острова в Пазарджик в царска резиденция. След смъртта на Константин Величков е председател на комитета „Константин Величков“ за построяване на паметник. Предлага Девическото училище да носи името на писателя. Убеждава общинската управа родната къща на Константин Величков да стане музей. Дарявана Мъжката и Девическа гимназии в Пазарджик 10 000 лева, на читалищата „Виделина" и „Св. Константин" и дружество „Успех" по 1000 лева, на Общинското управление на град Пазарджик 5000 лева, на училищното настоятелство в село Калугерово 5000 лева, на църквата „Света Богородица“ в Пазарджик 1500 лева, на женското дружество „Просвета" 1500 лева, на трите си малолетни деца по 5000 лева, а останалото имущество да се раздели между наследниците „съгласно закона“. Библиотеката му, както той завещава, е подарена на читалище „Виделина" в Пазарджик. Негов син е адвокатът Васил Стамболиев. Другият му син, Петко Стамболиев, загива като офицер на фронта при кървавото сражение през Междусъюзническата война. Илион умира на 16 юли 1918 г. в Пазарджик.